# Leon Bashir
Leon Israr Bashir (født 13. februar 1979) er en norsk-pakistansk skuespiller, manuskriptforfatter og instruktør fra Oslo. 
Bashir er som skuespiller bedst kendt fra filmene Izzat (2005) og Tomme Tønner (2010) samt tv-serien Kodenavn Hunter. I tillæg har han også været med i tv-serierne Familiesagaen de syv søstre og Fox Grønland samt filmen Schpaaa (1998). Som manuskriptforfatter har han skrevet manuskript til filmene Izzat (sammen med sammen med filmens instruktør, Ulrik Imtiaz Rolfsen) og Tomme Tønner. I sidstnævnte var han også instruktør.